# 皮恩山口附近施皮塔尔
皮恩山口附近施皮塔尔是奥地利上奥地利州克雷姆斯河畔基希多夫县的一个市镇。总面积108.9平方公里，总人口2222人，人口密度20.4人/平方公里（2005年）。